# Жерд
Жерд (фр. Gerde, окс. Gerda) — коммуна во Франции, находится в регионе Юг — Пиренеи. Департамент — Верхние Пиренеи. Входит в состав кантона Кампан. Округ коммуны — Баньер-де-Бигор.
Код INSEE коммуны — 65198.

## География

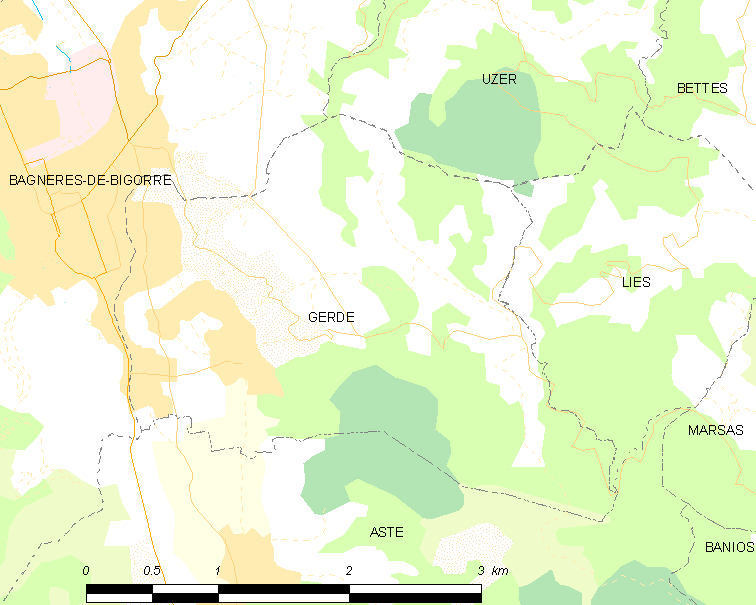
Карта коммуны

Коммуна расположена приблизительно в 670 км к югу от Парижа, в 120 км юго-западнее Тулузы, в 21 км к югу от Тарба.
По территории коммуны протекают реки Адур и Арруи.

## Климат
Климат умеренно-океанический с солнечной тёплой погодой и обильными осадками на протяжении практически всего года.

## Население
Население коммуны на 2010 год составляло 1175 человек.
| 1962 | 1968 | 1975 | 1982 | 1990 | 1999 | 2010 |
| ---- | ---- | ---- | ---- | ---- | ---- | ---- |
| 881  | 1001 | 1040 | 1145 | 1191 | 1117 | 1175 |

## Администрация
| Период | Период | Фамилия       | Партия | Примечания |
| ------ | ------ | ------------- | ------ | ---------- |
| 2001   | 2014   | Моник Урнарет |        |            |
| 2014   | 2020   | Марк Деккер   |        |            |

## Экономика
В 2010 году среди 630 человек трудоспособного возраста (15-64 лет) 448 были экономически активными, 182 — неактивными (показатель активности — 71,1 %, в 1999 году было 67,2 %). Из 448 активных жителей работали 399 человек (211 мужчин и 188 женщин), безработных было 49 (28 мужчин и 21 женщина). Среди 182 неактивных 53 человека были учениками или студентами, 94 — пенсионерами, 35 были неактивными по другим причинам.

## Достопримечательности
- Церковь Св. Иулиана